# Euphemia Dorer

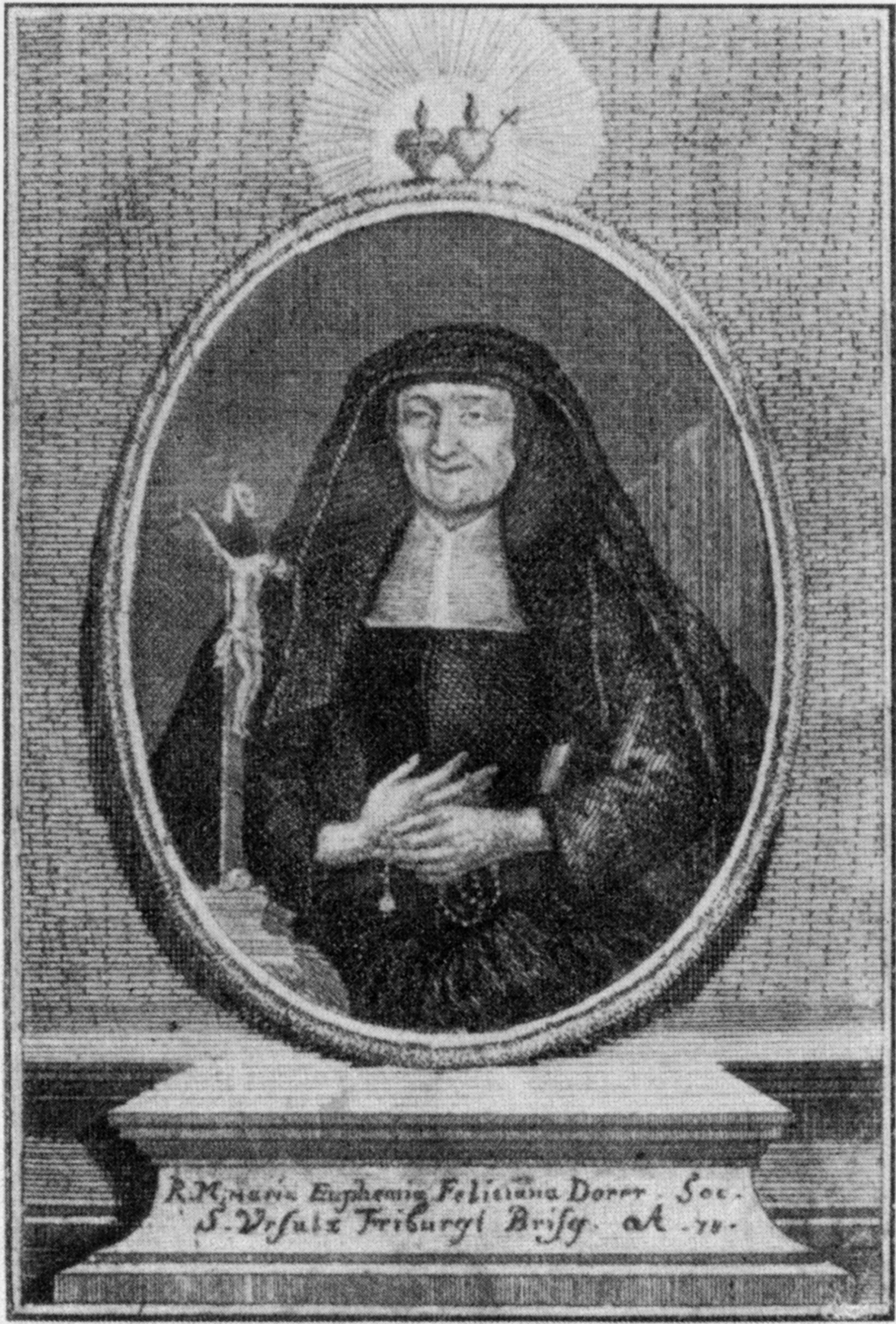
Maria Euphemia Dorer, Kupferstich von Peter Mayer, 1778

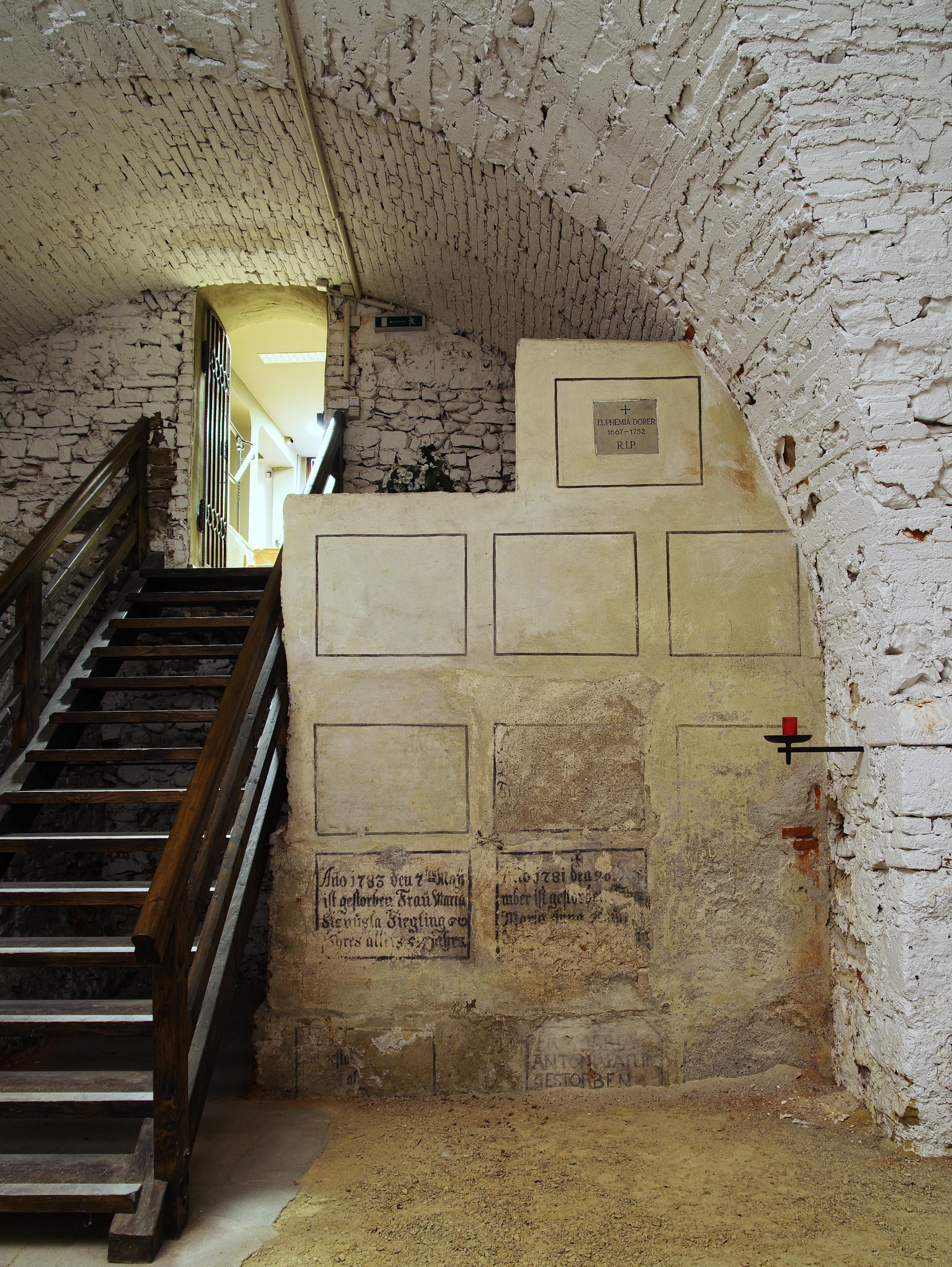
Grab von Euphemia Dorer in der „Nonnengruft“ der Kirche St. Ursula

Maria Euphemia Dorer (* 7. Oktober 1667 in Baden, Kanton Aargau; † 4. März 1752 in Freiburg im Breisgau) war eine schweizerische römisch-katholische Ordensfrau der Gesellschaft der heiligen Ursula von Anne de Xainctonge (Ursulinen), die sich um die Ausbildung und Bildung von Mädchen und Frauen besonders verdient gemacht hat. Sie gilt als eine der bedeutendsten Frauengestalten in der Geschichte der Stadt Freiburg im Breisgau.
Euphemia war eines von neun Kindern der gebildeten und wohlhabenden Eheleute Euphemia und Kaspar Dorer. Der Vater war Arzt im Kurort Baden. Vermutlich erhielt sie den ersten Unterricht bei den Franziskanerinnen in ihrem Heimatort. Die weitere Ausbildung sollte dann in Luzern in einer Mädchenbildungsanstalt der Ursulinen stattfinden. Nach dem Abschluss der Ausbildung trat Euphemia 1686 in die Ordensgemeinschaft der Luzerner Ursulinen als Novizin ein, wo sie 1688 die Ordensgelübde ablegte. Sie wurde Lehrschwester und hatte auch mystische Erlebnisse.
1699 wurde sie in das von Luzern aus neu gegründete Kloster nach Freiburg im Breisgau geschickt. Auch dort war sie Lehrerin. Neben der Bildung und Erziehung junger Mädchen gab sie auch Unterrichtsstunden für weibliche Bedienstete, zu denen auch bürgerliche Frauen kamen, um diese Lehrperson zu hören. Eines ihrer Anliegen war die Verehrung des Herzen Jesu, was 1705 zur Gründung einer Herz-Jesu-Gesellschaft führte. 1706 wurde sie dann zur Oberin der Freiburger Niederlassung des Ordens gewählt. Eine wichtige Aufgabe war für sie in den Jahren 1708 bis 1710 der Bau eines neuen Klostergebäudes mit Unterrichtsräumen und Kirche, wofür sie einen Bauplatz an der Stadtmauer am westlichen Rand der damaligen Stadt erwerben konnte. 1709 erreichte sie die Loslösung des Freiburger Klosters von Luzern und damit seine volle Selbständigkeit. Im Rahmen des Spanischen Erbfolgekrieges belagerten 1713 die Franzosen die Stadt, wobei auch das noch neue Klostergebäude stark beschädigt wurde. Bis 1715 blieb sie Oberin in Freiburg und kehrte dann nach Luzern zurück.
1724 wurde sie von den Freiburger Schwestern erneut zur Oberin gewählt und kam deshalb 1725 wieder in den Breisgau. Dort galt es, die letzten Kriegsschäden von 1713 zu beseitigen und die Kirche im Innern endgültig auszustatten. Nachdem die zweite Amtszeit als Oberin 1734 zu Ende war, blieb Euphemia Dorer in Freiburg, war Ratgeberin und als Novizenmeisterin geistliche Betreuerin. Außerdem kümmerte sie sich um die Beseitigung der Schäden der nächsten Belagerung Freiburgs während des Österreichischen Erbfolgekriegs im Jahr 1744 und deren Finanzierung.
Euphemia Dorer starb im Alter von 84 Jahren in Freiburg. In der Gruft unter der Kirche St. Ursula in Freiburg ist sie beigesetzt. Das Gebäude des Ursulinenklosters steht immer noch und ist heute Sitz der Volkshochschule Freiburg. Wegen der schwarzen Ordenstracht der einstigen Nonnen heißt das Gebäude immer noch „Schwarzes Kloster“. Die Kirche steht heute der Altkatholischen Kirche zur Verfügung. Die von ihr mitbegründete klösterliche Mädchenschule war im Laufe der Geschichte mehrmals bedroht, lebt aber heute im St.-Ursula-Gymnasium Freiburg im Breisgau und in den Freiburger Schulen St. Ursula (Mädchenrealschule und Berufliches Gymnasium) der erzbischöflichen Schulstiftung Freiburg weiter.